# Worldloppet Ski Federation
Worldloppet Ski Federation är ett förbund inom längdskidåkningen, och bildades den 10 juni 1978 i Uppsala i Sverige för att anordna en långloppens världscup, och därefter har tävlingen med åren utökats. Flera långlopp körs runtom i världen varje säsong, där resultaten sedan räknas samman. Worldloppet hade premiär på herrsidan säsongen 1978/1979 och på damsidan säsongen 1988/1989 .
Gamla Worldloppet kördes sista gången säsongen 1998/1999. och ersattes av FIS Marathon Cup säsongen 1999/2000.
Ordet Worldloppet kombinerar språken engelska (World som betyder värld) och svenska (loppet).

## Slutsegrare i gamla Worldloppet
| Säsong    | Herrar                       |
| --------- | ---------------------------- |
| 1978/1979 | Matti Kuosku, Sverige        |
| 1979/1980 | Matti Kuosku, Sverige        |
| 1980/1981 | Sven-Åke Lundbäck, Sverige   |
| 1981/1982 | Lars Frykberg, Sverige       |
| 1982/1983 | Lars Frykberg, Sverige       |
| 1983/1984 | Bengt Hassis, Sverige        |
| 1984/1985 | Örjan Blomquist, Sverige     |
| 1985/1986 | Konrad Hallenbarter, Schweiz |
| 1986/1987 | Anders Blomquist, Sverige    |
| 1987/1988 | Anders Blomquist, Sverige    |

| Säsong    | Herrar                       | Damer                          |
| --------- | ---------------------------- | ------------------------------ |
| 1988/1989 | Örjan Blomquist, Sverige     | Ellen Holcomb, USA             |
| 1989/1990 | Konrad Hallenbarter, Schweiz | Dorota Dziadkowiec, Polen      |
| 1990/1991 | Håkan Westin, Sverige        | Dorota Dziadkowiec, Polen      |
| 1991/1992 | Erik Hansson, Sverige        | Dorota Dziadkowiec, Polen      |
| 1992/1993 | Håkan Westin, Sverige        | Beatrice Grünenfelder, Schweiz |
| 1993/1994 | Alec Vanek, Tjeckien         | Maria Theurl, Österrike        |
| 1994/1995 | Håkan Westin, Sverige        | Maria Theurl, Österrike        |
| 1995/1996 | Håkan Westin, Sverige        | Maria Theurl, Österrike        |
| 1996/1997 | Michail Botvinov, Österrike  | Gudrun Plüger, Österrike       |
| 1997/1998 | Håkan Westin, Sverige        | Nadezda Slessareva, Ryssland   |
| 1998/1999 | Johann Mühlegg, Tyskland     | Nadezda Simak, Ryssland        |

## Resultat FIS Marathon Cup

### Herrar

#### 2006/2007
1.  Jerry Ahrlin
2.  Jörgen Aukland
3.  Stanislav Řezáč

#### 2007/2008
1.  Anders Aukland
2.  Jerry Ahrlin
3.  Marco Cattaneo

#### 2008/2009
1.  Marco Cattaneo
2.  Jerry Ahrlin
3.  Stanislav Řezáč

### Damer

#### 2006/2007
1.  Elin Ek
2.  Lara Peyrot
3.  Jenny Hansson

#### 2007/2008
1.  Tatiana Jambaeva
2.  Jenny Hansson
3.  Elin Ek

#### 2008/2009
1.  Jenny Hansson
2.  Sandra Hansson
3.  Hilde G. Pedersen

### Fotnoter
1. ↑  ”Worloppet Ski Federation”. Arkiverad från originalet den 27 november 2011. https://web.archive.org/web/20111127114448/http://www.worldloppet.com/30yosatw/WL_21.pdf. Läst 12 september 2011.
2. ↑  ”Worloppet Ski Federation”. Arkiverad från originalet den 11 maj 2008. https://web.archive.org/web/20080511214241/http://www.worldloppet.com/30yosatw/WL_23.pdf. Läst 12 september 2011.
3. ↑  - Worldloppet Ski Federation
4. ↑  ”Worloppet Ski Federation”. Arkiverad från originalet den 26 oktober 2007. https://web.archive.org/web/20071026232739/http://www.worldloppet.com/30yosatw/WL_149.pdf. Läst 12 september 2011.
5. ↑  ”Worloppet Ski Federation”. Arkiverad från originalet den 26 oktober 2007. https://web.archive.org/web/20071026232223/http://www.worldloppet.com/30yosatw/WL_150.pdf. Läst 12 september 2011.